# 식물에 관하여
식물에 관하여(Greek: Περὶ φυτῶν; Latin: De plantis)는 아리스토텔레스 전집(Corpus Aristotelicum)에 포함된 식물학 논문이지만 일반적으로 학계에서는 실제 아리스토텔레스가 저술한 논문이 아닌 위작으로 간주한다. 1923년, 이샤크 이븐 후나인이 논문의 그리스어 원문을 아랍어로 번역한 사본을 이스탄불에서 발견했는데, 이를 통해 학자들은 해당 논문이 현재는 소실된 아리스토텔레스의 논문에 대한 철학자 다마스쿠스의 니콜라우스(서기 4년 사망)의 해석/주석일 가능성이 높다고 결론지었다. 식물에 관하여는 식물의 본질과 기원을 설명한다.

## 내용
해당 저서는 두 부분으로 나뉜다.

### 1부
첫 번째 부분에서는 식물 생명의 본질, 식물의 성별, 식물의 부위, 식물의 구조, 식물의 분류, 식물의 구성과 산물, 식물의 번식과 수정 방법, 식물의 변화와 변이에 대해 논의한다.

### 2부
두 번째 부분에서는 식물 생명의 기원, 식물의 구성 물질, 식물에 대한 외부 조건 및 기후의 영향, 수생 식물, 암석 식물, 식물에 대한 지역적 영향, 기생, 과일과 잎의 생산, 식물의 색깔과 모양, 과일과 그 맛에 대해 설명한다.

### 번역
"영국인 알프레드는 헨리 3세 통치기에 후나인의 아랍어 사본을 라틴어로 번역했다. 르네상스 시기에 이탈리아에 거주하던 한 그리스인에 의해 해당 사본이 그리스어로 재번역되었다." 

## 참조
- <i id="mwLQ">히스토리아 플란타룸</i> (Theophrastus)
- 안드레아 세살피노 (1583년에 De Plantis Libri XVI 저술)